# Iglesia Confesante

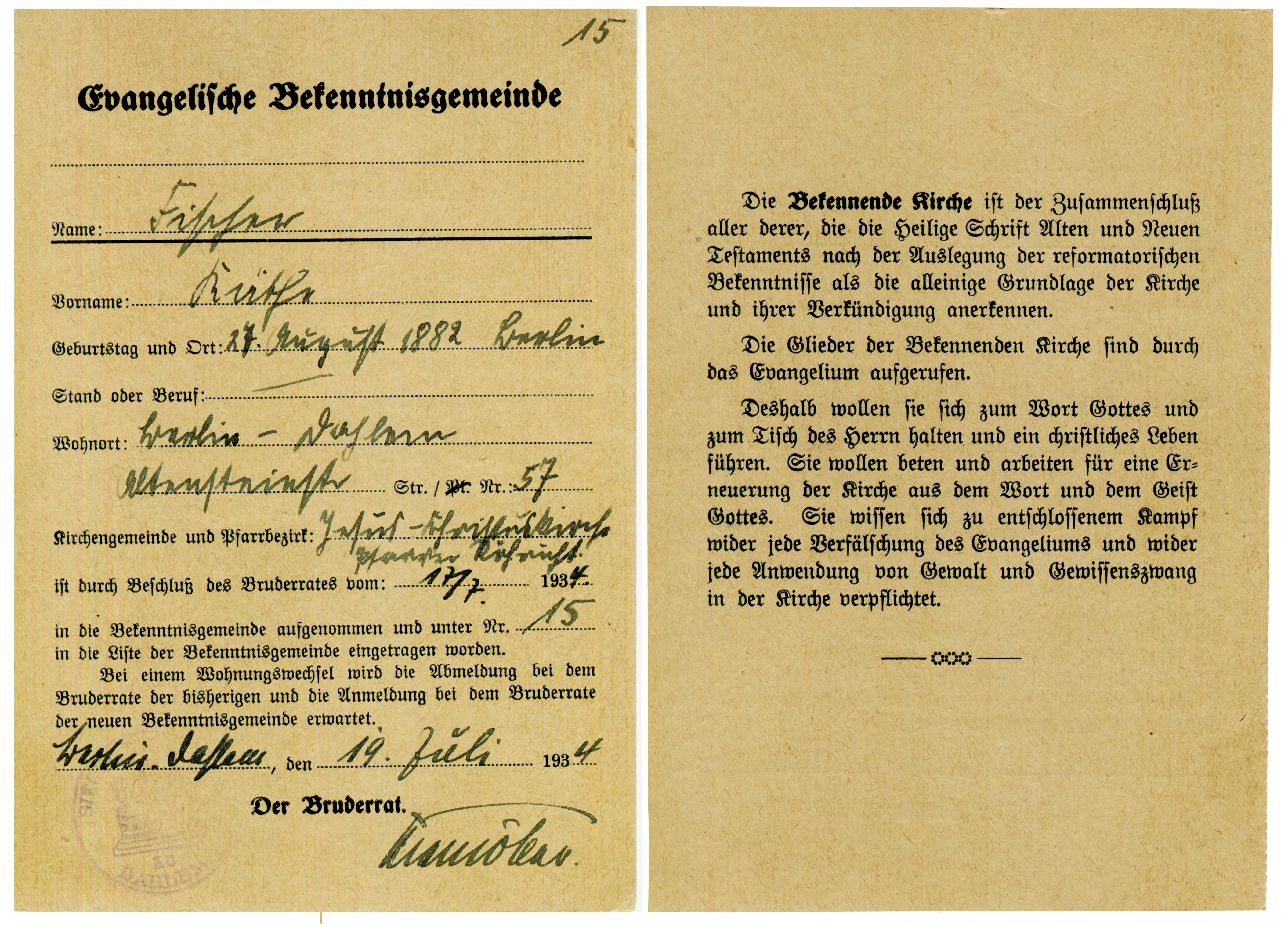
Documento de 1934

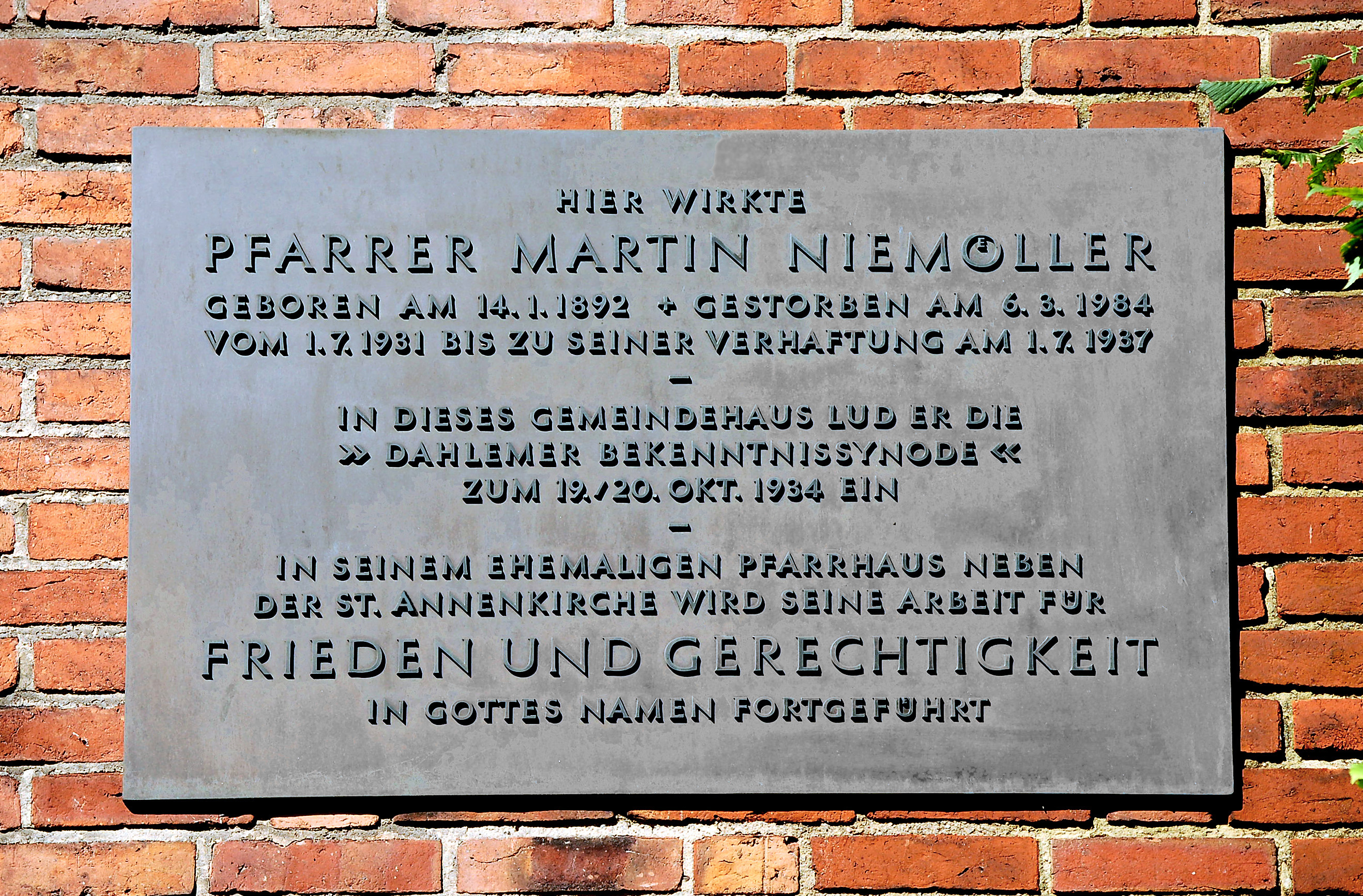
Placa recordatoria en Berlín

La Iglesia Confesante o Iglesia de la Confesión (Bekennende Kirche) fue un movimiento del cristianismo protestante fundado en Alemania en 1934 para oponerse al intento de control nazi de las iglesias.

## Política eclesiástica nazi
Aunque doctrinalmente propugnaba un neopaganismo, el nazismo valoraba al cristianismo como religión nacional de los alemanes y se propuso subordinarlo al racismo. Con este propósito surgió en 1932 la organización de los Deutsche Christen (Cristianos Alemanes). Una vez los nazis en el poder, en septiembre de 1933 se impuso la unificación de 28 iglesias regionales en la "Iglesia Evangélica Alemana", bajo la dirección del pastor nazi Ludwig Müller. Una medida que impuso esta iglesia fue expulsar de sus filas a todo creyente bautizado pero con antepasados judíos. También excomulgaba a militantes de partidos u organizaciones antinazis.
Para responder a la creciente oposición local y denominacional a esta centralización forzada, el ministro de Asuntos Eclesiásticos, Hans Kerrl, optó en 1935 por la táctica de copar los Comités de Iglesia en las elecciones de base, aprovechando la capacidad que ya habían logrado los nazis de imponerse en toda votación que se efectuara en Alemania. A partir de 1937 se impuso una política de abierta represión contra cualquier expresión eclesial de oposición al nazismo.

## Oposición confesante
Diversos obispos, pastores y laicos se reunieron en Barmen del 29 al 31 de mayo de 1934 en el Sínodo de la Confesión del Reino de Dios. Asistieron delegados de 18 iglesias regionales. Entre los asistentes se destacaron Dietrich Bonhoeffer, Martin Niemöller, Gustav Heinemann, Hans Christian Asmussen y el teólogo suizo Karl Barth, que había escrito ya en Bonn en 1933 que la Iglesia ha de servir, no al pueblo alemán o a la historia, sino a la palabra soberana de Dios. Un punto de partida fue la ratificación del reconocimiento de "la palabra de Dios del Antiguo Testamento y Nuevo Testamento como única fuente de nuestra fe", principio que los Deusche Christen rechazaban, tanto al descartar de plano el Antiguo Testamento por judío, como al subordinar el cristianismo a la nación alemana aria.

### Declaración de Barmen
Los Confesantes acordaron la llamada Declaración de Barmen, que rechazó específicamente la subordinación de la Iglesia al Estado y a las "doctrinas incorrectas" que pretendían subordinar a Cristo a los planes del poder humano. La declaración indica que la Iglesia "es sólo propiedad de Cristo, y vive y desea vivir únicamente de su aliento y de su dirección".
La declaración de seis puntos colocaba el énfasis en pasajes bíblicos referidos a la alternativa entre seguir a Cristo o al Estado:
1. Jesucristo, como dice la Sagrada Escritura, es la Palabra de Dios que escuchamos, confiamos y obecemos en la vida y en la muerte. Rechazamos la falsa doctrina que pretende encontrar en otros acontecimientos o poderes la revelación de Dios.Juan 14:6 Juan 10:1-9
2. Cristo nos redimió por voluntad de Dios y no puede ser sustituido en nuestra vida por ningún caballero o rango 1Corintios 1:29-31
3. La Iglesia es una comunidad de hermanos unidos en el amor de Cristo y rechaza cualquier doctrina que pretenda que deje esta convicción para supeditar su mensaje a los vaivenes de la política Efesios 4:l4-16
4. La función de la Iglesia no es dominar sobre otros, sino practicar el servicio a todos los demás Mateo 20:25-26
5. El Estado tiene un papel para asegurar bienestar, paz y justicia, y la Iglesia reconoce ese papel y llama a cumplir sus responsabilidades a gobernantes y gobernados, pero la Iglesia confía en la palabra de Dios que rige todas las cosas y no puede aceptar la doctrina falsa, según la cual el Estado es el único y total regulador de la vida, ni puede la Iglesia convertirse en una agencia del Estado 1Pedro 2:17
6. Jesucristo nos acompaña hasta el fin del mundo Mateo 28:20 y su palabra no puede ser encadenada 2Timoteo 2:9

### Sínodo de Dahlem
Un segundo Sínodo se llevó a cabo en Berlín-Dahlem del 19 al 20 de octubre de 1934. Este declaró la rotura completa con la nazificada Iglesia Evangélica Alemana debido a sus doctrinas falsas y práctica anticristianas, y estableció una "legislación de emergencia", que definía provisionalmente como dirección de la Iglesia de Alemania al Sínodo de los Hermanos del Reino. Al terminar la Segunda Guerra Mundial, la Iglesia Evangélica Alemana reconoció en julio de 1948 como correctas las decisiones del sínodo de Dahlem.
La Iglesia Confesante obtuvo una respuesta positiva de muchos fieles luteranos. Así, en Fráncfort del Meno participaron 12.000 personas al haberse convocado un "día de confesión"; 140 pastores de la iglesia nacional denunciaron como equivocadas las tesis del obispo nazi. De hecho, muchas comunidades confesantes buscaron lugares para congregarse cuando no podían usar los templos existentes. Para detener el "peligroso" crecimiento de la Iglesia Confesante y de su prestigio, el régimen cambió de táctica y dejó de imponer el acatamieto al obispo Müller y la Iglesia Evangélica Alemana, buscando ganar las bases a la política nazi sin caer en disputas eclesiásticas o administrativas.

### Sínodo de Bad Oeynhausen
Un nuevo Sínodo se reunió en Bad Oeynhausen del 18 al 22 de febrero de 1936. Después de sus éxitos iniciales, la Iglesia Confesante se encontró afectada por la división, debido al surgimiento de un ala "moderada", partidaria de algún tipo de cooperación con el nuevo ministro de Asuntos Eclesiásticos nombrado en septiembre de 1935, Hans Kerrl. Esta división se expresó en el Sínodo, donde los "radicales" manifestaron su oposición a cualquier colaboración con el régimen nazi y argumentaron las razones de fondo. Algunas iglesias regionales se retiraron y formaron el Consejo Luterano. 
A pesar de la aguda polémica, la Iglesia Confesante mantuvo su organización separada y asumió bajo creciente persecución su propia administración eclesiástica, con formación teológica y ordenación independientes. En 1937, la Gestapo clausuró su seminario clandestino para pastores en Finkenwalde, tras lo cual se prohibió a su director Bonhoeffer que predicara, enseñara y hablara lo más mínimo en público. El seminario funcionó de todas maneras clandestina e ilegalmente en el estadio von Blumenthal de Gross Schlönwitz, pero fue nuevamente clausurado al estallar la guerra.

### Oficina Grüber
Por iniciativa del arcipreste de Berlín Heinrich Grüber, la Iglesia Confesante estableció en 1938 una "oficina" de ayuda que inicialmente se proyectó para proteger a cristianos perseguidos por razones de raza, pero después ayudó a otras personas perseguidas por los nazis, especialmente a judíos. Se le conoció como Büro Grüber y al cabo de algún tiempo ayudó a escapar de Alemania a cerca de 2.000 judíos. La oficina tuvo el apoyo de varios teólogos, como Hermann Maas y el obispo de Baviera Hans Meiser. La Gestapo cerró la oficina en diciembre de 1940 y Grüber y varios de sus colaboradores fueron arrestados y enviados a campos de concentración. 
Otros continuaron clandestinamente la labor. Bonhoeffer fue arrestado en abril de 1943, debido a que tenía relación con el dinero del Proyecto 7, que se destinaba a ayudar a que los judíos se escaparan a Suiza. Bonhoeffer fue sentenciado por una corte marcial por el juez Roland Freisler y ahorcado con cuerdas de piano en el campo de Flossenbürg en 1945 junto a sus compañeros Hans von Dohnanyi, el General Hans Oster, el juez Dr. Karl Sack, el Capitán Ludwig Gehre y el almirante Wilhelm Canaris, acusados de colaborar en el atentado contra Hitler del 9 de agosto de 1944, a pesar de que estaba preso hacía meses. También fueron condenados a muerte por participar en la conspiración su hermano Klaus Bonhoeffer, Rüdiger Schleicher y Friedrich Justus Perels.

## Confesión de Stuttgart
El 18 y 19 de octubre de 1945 se reunieron en Stuttgart, para hacer un "Confesión de Culpa", representantes de las iglesias de Alemania, convocados por líderes sobrevivientes de la Iglesia Confesante, como Hans Christian Asmussen, Otto Dibelius y Martin Niemöller. "Con gran dolor decimos: mal infinito fue llevado por nosotros a muchos países y pueblos" expresaba la declaración que hizo pública allí la Iglesia Evangélica de Alemania, que convocó a un nuevo comienzo para la Iglesia y para el mundo bajo el espíritu de la paz y la justicia. A partir de entonces, la Iglesia Confesante consideró cumplido su papel provisional y restablecida la Iglesia Cristiana de Alemania.
Listados como mártires y ordenados por fecha de ejecución:
| - Friedrich Weißler (1891–1937) - Paul Schneider (1897–1939) - Martin Gauger (1905–1941) - Ernst Berendt (1878–1942) - Paul Richter (1894–1942) - Friedrich Müller (1889–1942) | - Werner Sylten (1893–1942) - Erich Sack (1887–1943) - Ernst Kasenzer (1891–1943) - Hildegard Jacoby (1903–1944) - Ludwig Steil (1900–1945) - Hans Buttersack (1880–1945) | - Georg Maus (1888–1945) - Dietrich Bonhoeffer (1906–1945) - Ewald Dittmann (1877–1945) - Friedrich Justus Perels (1910–1945) - Hans Koch (1893–1945) . |  |

Otros miembros entre los combatientes de la resistencia del complot del 20 de julio de 1944, objetores de conciencia o "Wehrkraftzersetzer" ejecutados, nombres recogidos por el pastor Oehme Wilhelm, hasta 1980:
| - Heinrich Seltmann (1894–1935) - Rudolf Stempel (1879–1936) - Georg Fritze (1874–1939) - Hermann Stöhr (1898–1940; | - Ernst Flatow (1887–1942) - Karl Friedrich Stellbrink (1894–1943) - Franz Kaufmann (1886–1944) - Elisabeth von Thadden 1890–1944) - Helmuth James Graf von Moltke (1907–1945) | - Friedrich von Rabenau (1884–1945) - Karl Talazko (1897–1945) - Kurt Bornitz (1899–1945) - Klaus Bonhoeffer (1901-1945) - Inge Jacobsen (desconocido) |  |